# Raymond Dumoux
 (juillet 2023).
Il peut être nécessaire de l'améliorer pour respecter le principe de neutralité de point de vue. Veuillez consulter la page de discussion pour plus de détails.

Raymond Dumoux (1939-2022) est un peintre, dessinateur, plasticien et graveur français.

## Biographie
Raymond Dumoux naît le 5 avril 1939 au Creusot. Il étudie à l'École nationale des beaux-arts de Lyon (ENBAL).
Il réalise des dessins, gravures, panneaux a tempera, toiles de petites et grandes dimensions, toiles monumentales, assemblages, objets peints, vitraux et réalisations pour des architectures et monuments.
Son travail se développe sur plusieurs décennies, de l'abstraction géométrique des débuts vers la figuration d'inspiration mythologique, historique ou sacrée.
Son œuvre majeure est un ensemble monumental peint, intitulé « Pictorama » et composé de 70 grands tableaux de 5 mètres par 3 chacun, réalisés a tempera à l’œuf.
L'ensemble du travail de Raymond Dumoux reçoit certaines distinctions, il fait l'objet d'expositions en France et à l'étranger.
Raymond Dumoux meurt le 2 février 2022.

## Œuvre

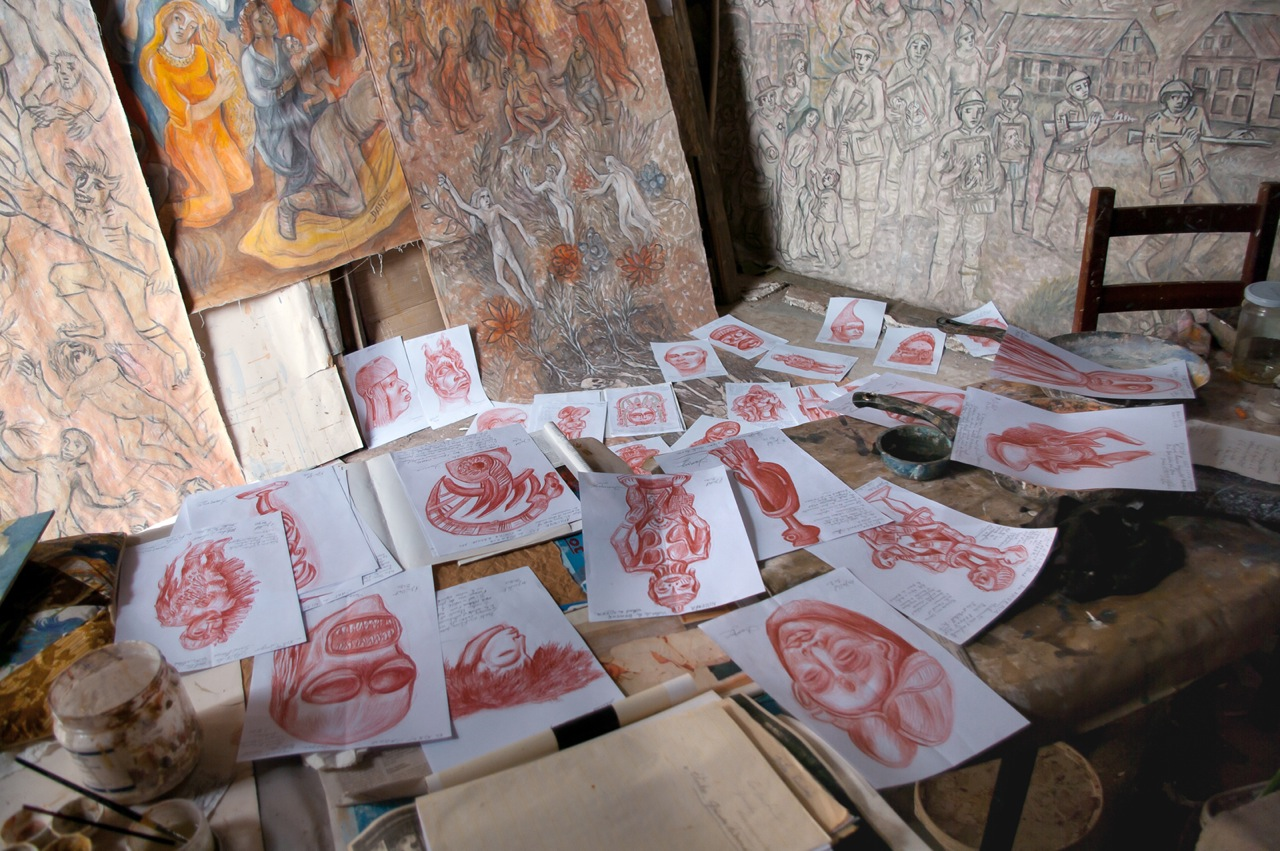
Vue de l'atelier de Raymond Dumoux - 2020

### Dessins
Réalisés quotidiennement, les dessins sont à la base de l'ensemble de l'œuvre de Raymond Dumoux. Divers procédés sont mis en œuvre : plume, pinceau, mine de plomb, pointe d'argent sur papier préparé ou sur toile, crayon de couleur rehaussé de lavis,,...

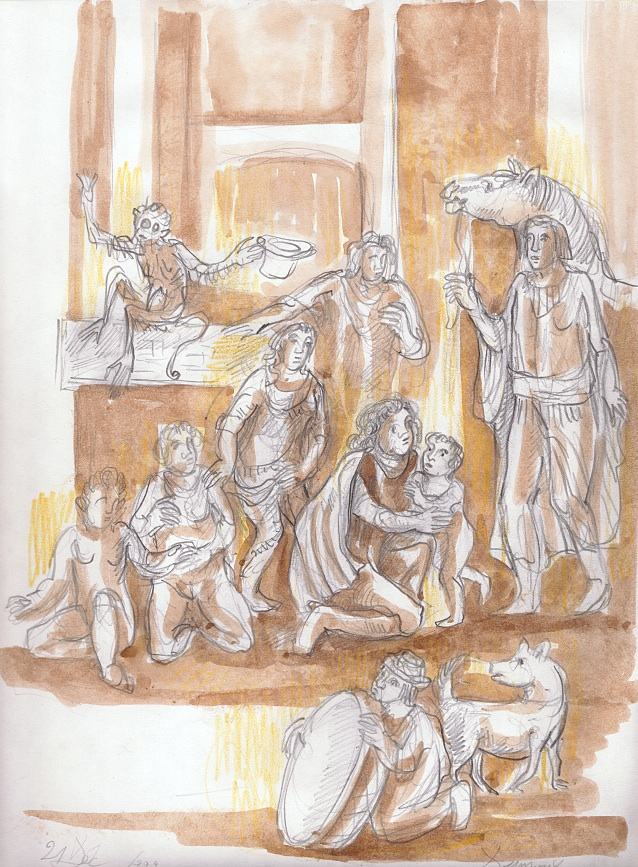
"Alexandre et la famille de Darius" - Mine de plomb et lavis - 21 × 29 cm - 1999
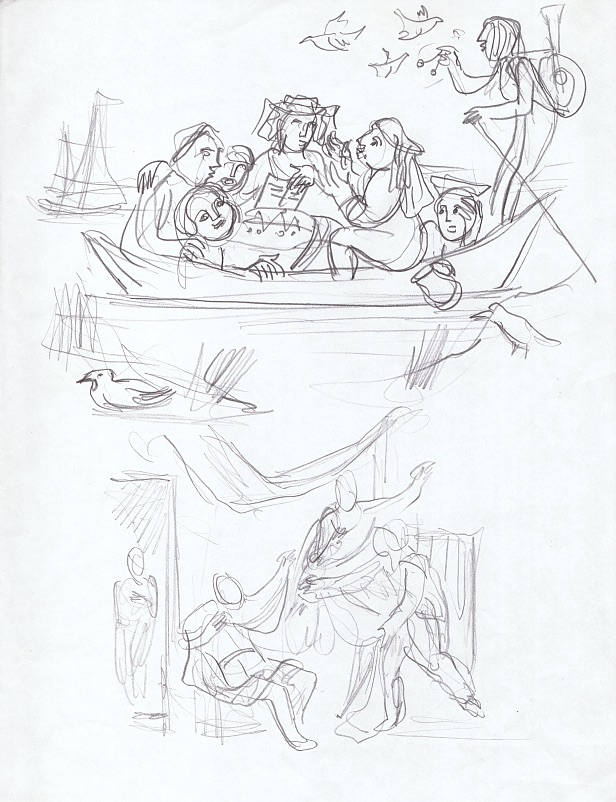
"Étude" - Mine de plomb sur papier - 21 × 29 cm - 2000

### Gravures
Prolongement du dessin, l'œuvre gravée se développe sur 50 ans selon les procédés suivants : eau-forte, burin, pointe-sèche, aquatinte, gravure sur bois ou encore sur lino,,.

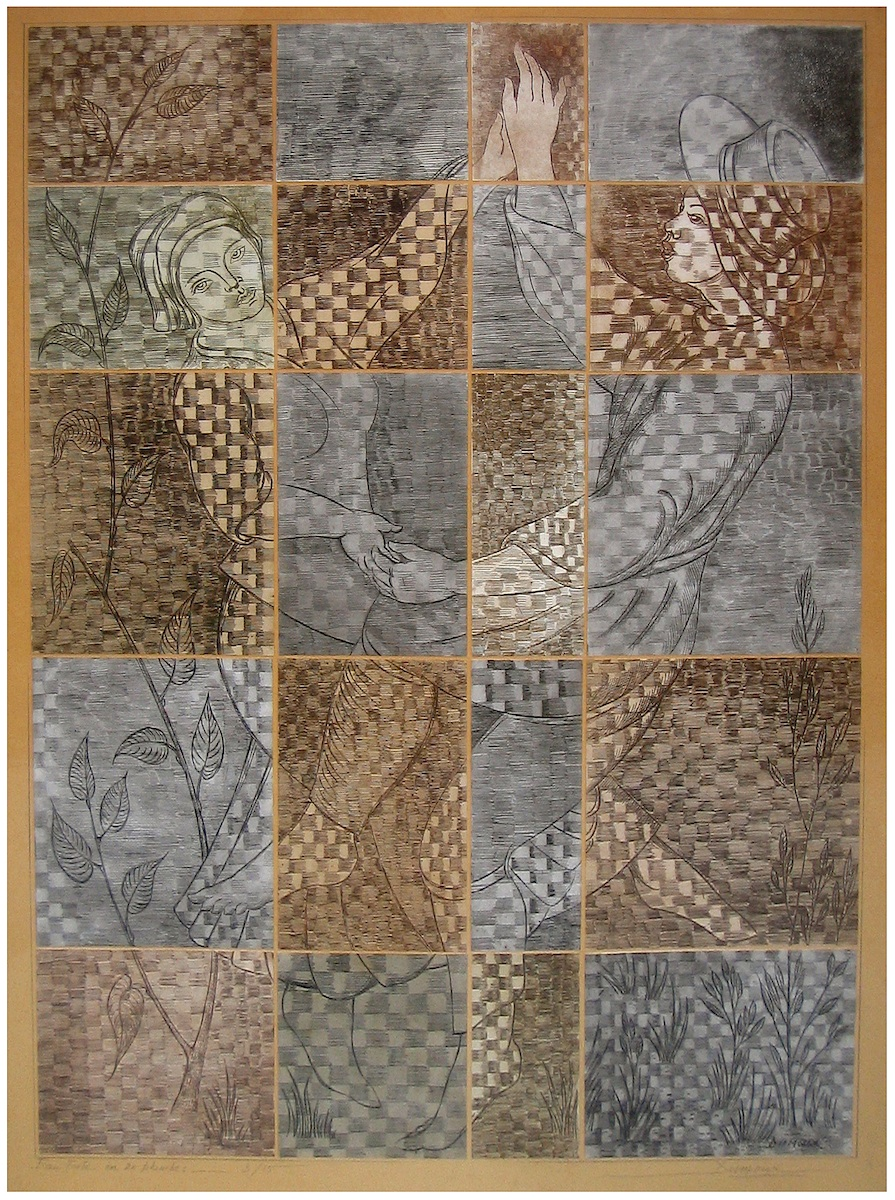
"La danse" - Eau forte en 20 plaques - 140 × 100 cm - 1985
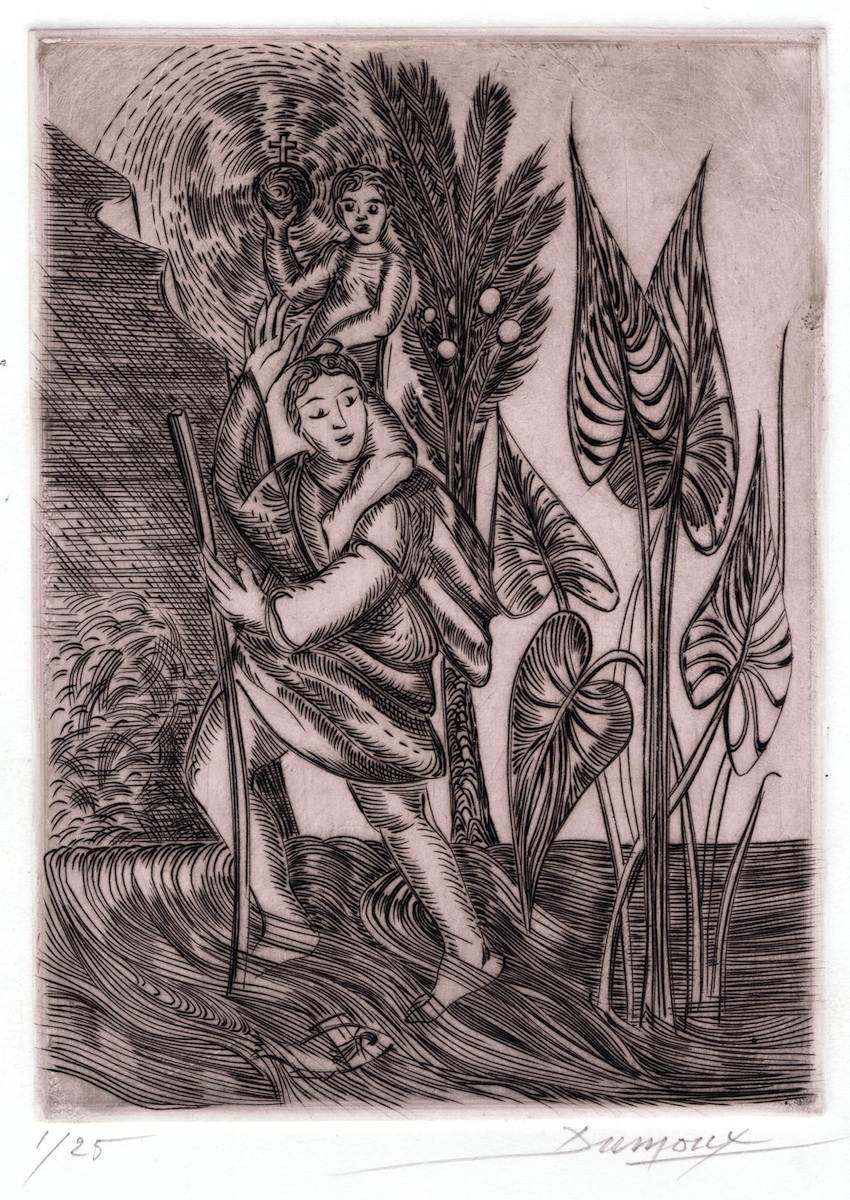
"saint Christophe" - Burin sur cuivre - 1990
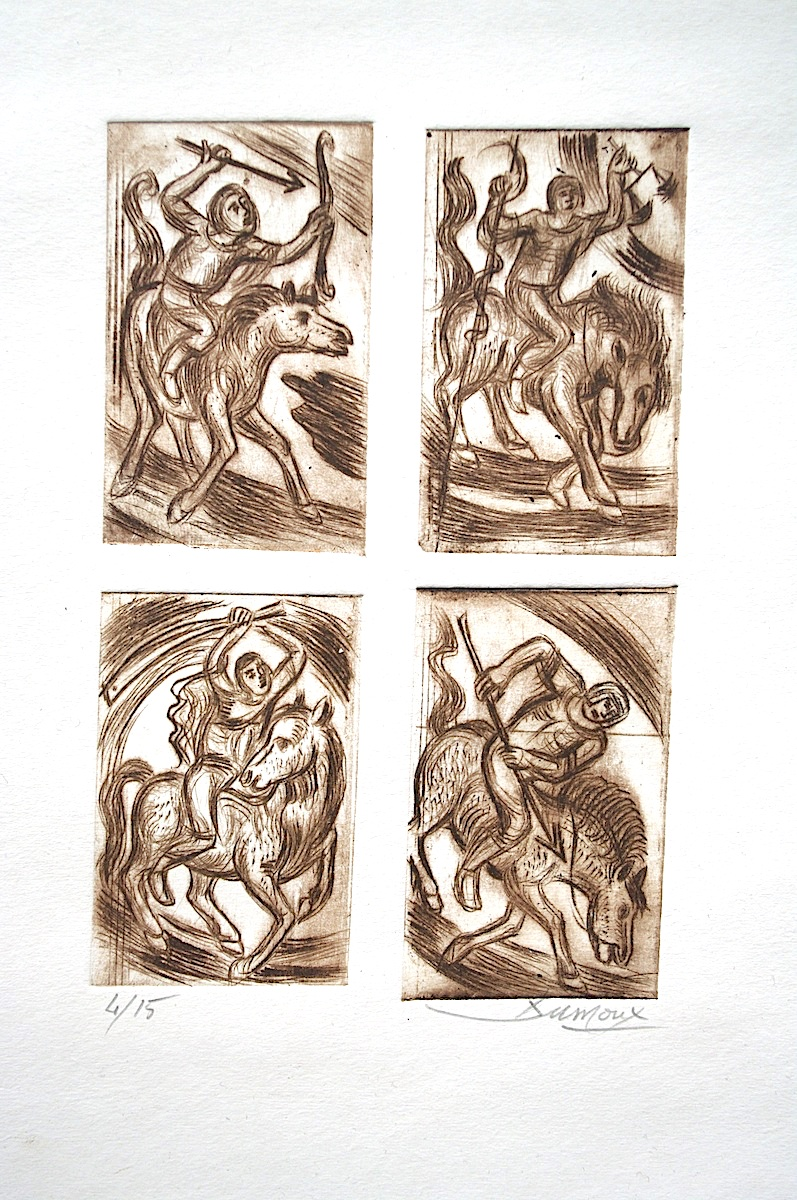
"Cavaliers de l'apocalypse" - Pointe sèche sur 4 cuivres - 2010

### Panneaux a tempera
Les recherches de Raymond Dumoux autour du métier de la peinture sont déterminantes : préparations des supports, marouflage des panneaux et broyage des couleurs aboutissent à un choix personnalisé du procédé de la tempera à l'œuf : réalisation de panneaux de tailles variées, de triptyques (couleur et grisaille),.

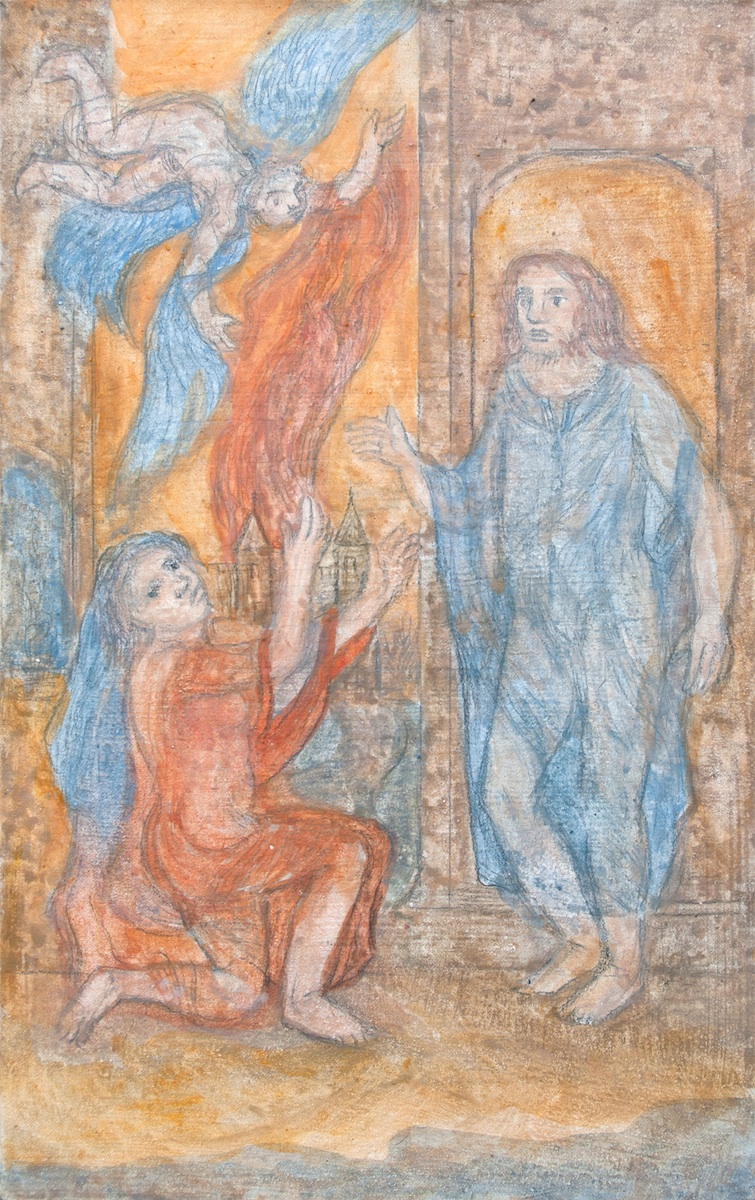
"Ébauche" - Tempera sur panneau marouflé - 30 × 20 cm - 2018
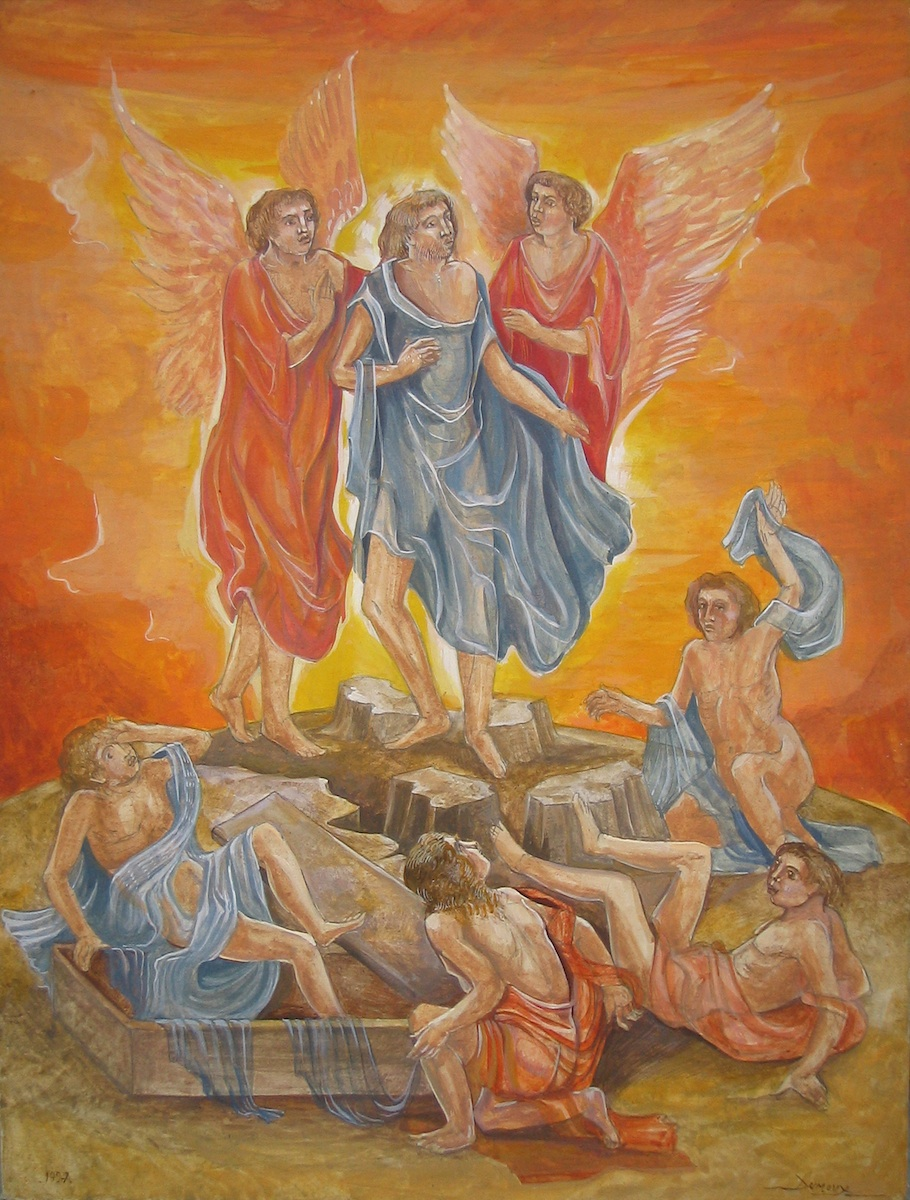
"La Résurrection" - Tempera sur panneau marouflé - 50 × 40 cm - 1997
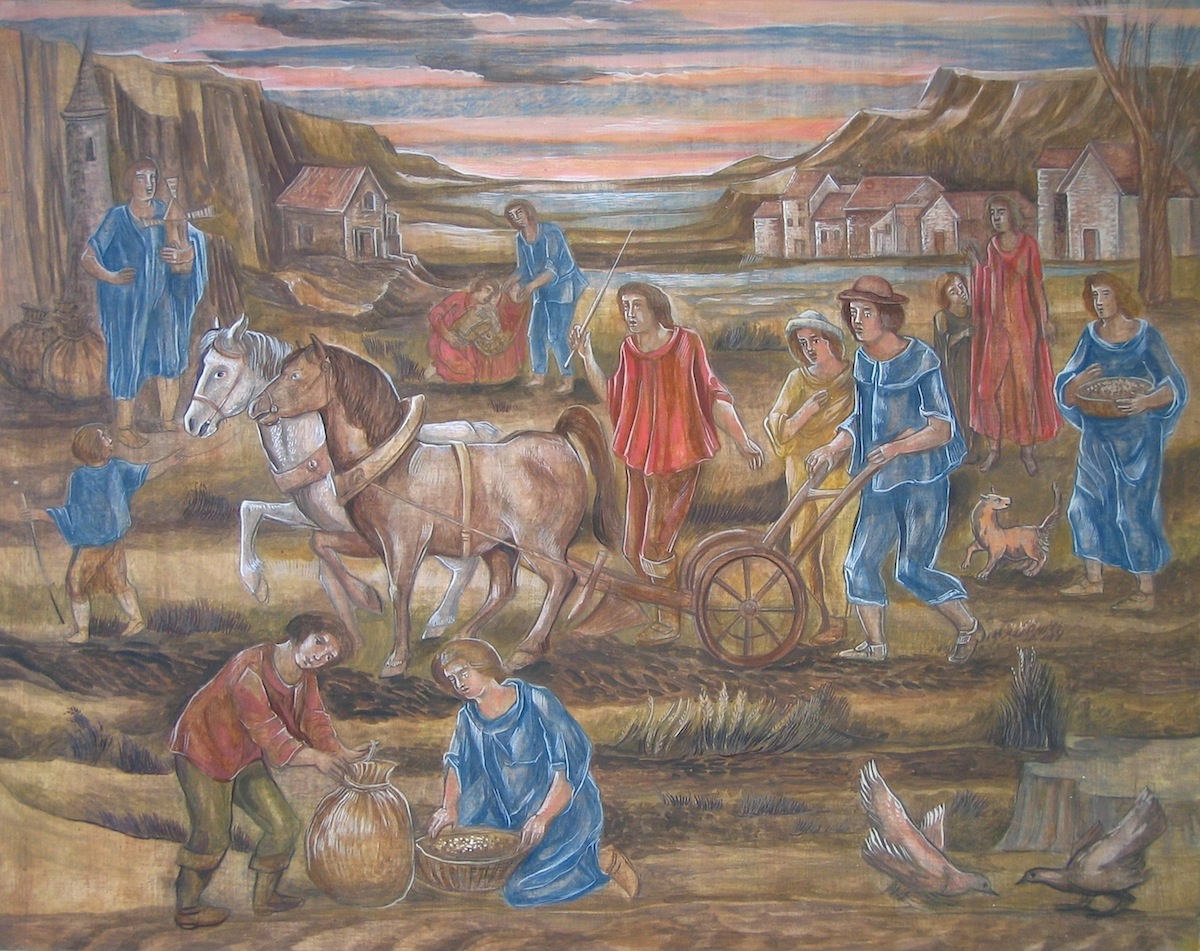
"La terre" - Tempera sur panneau marouflé - 60 × 40 cm - 2005
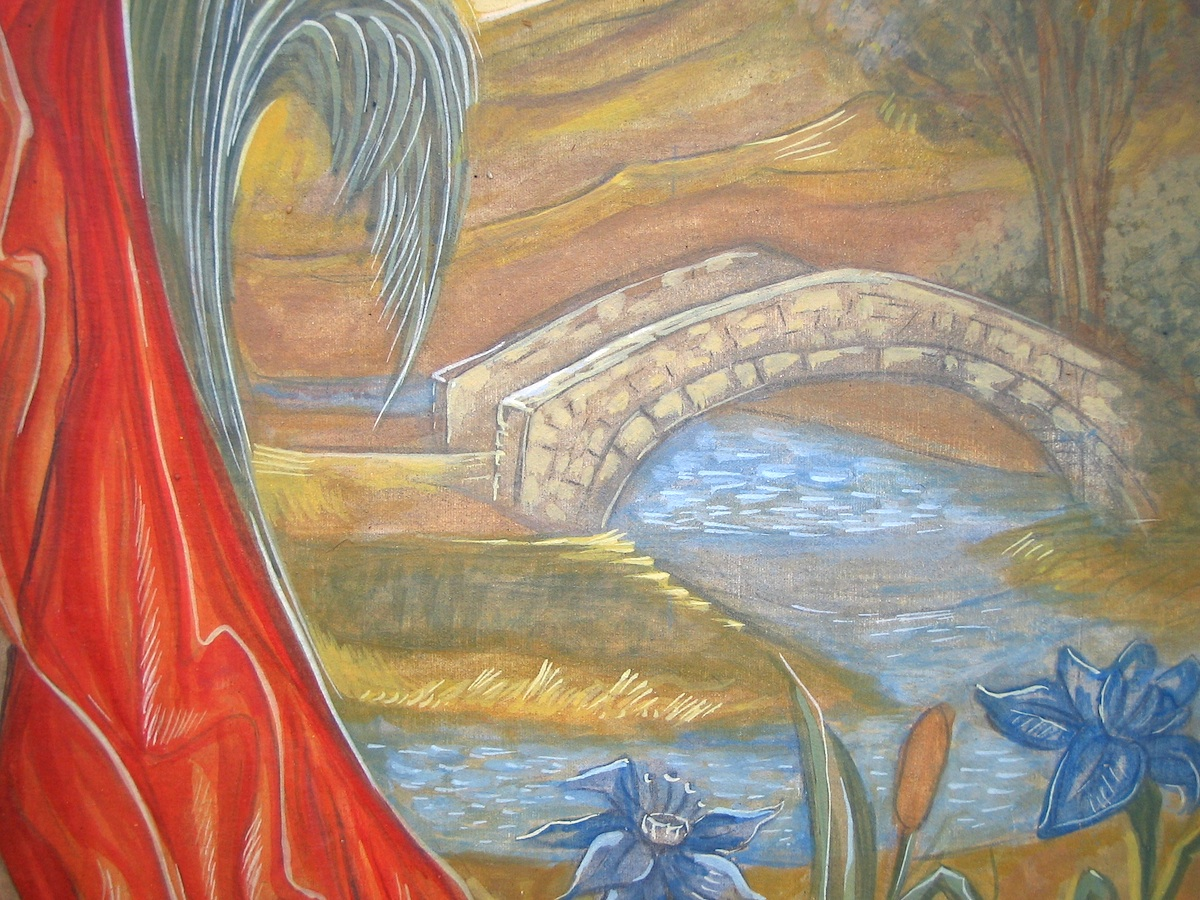
"L'odorat" (détail) - Tempera sur panneau marouflé - 60 × 40 cm - 1997
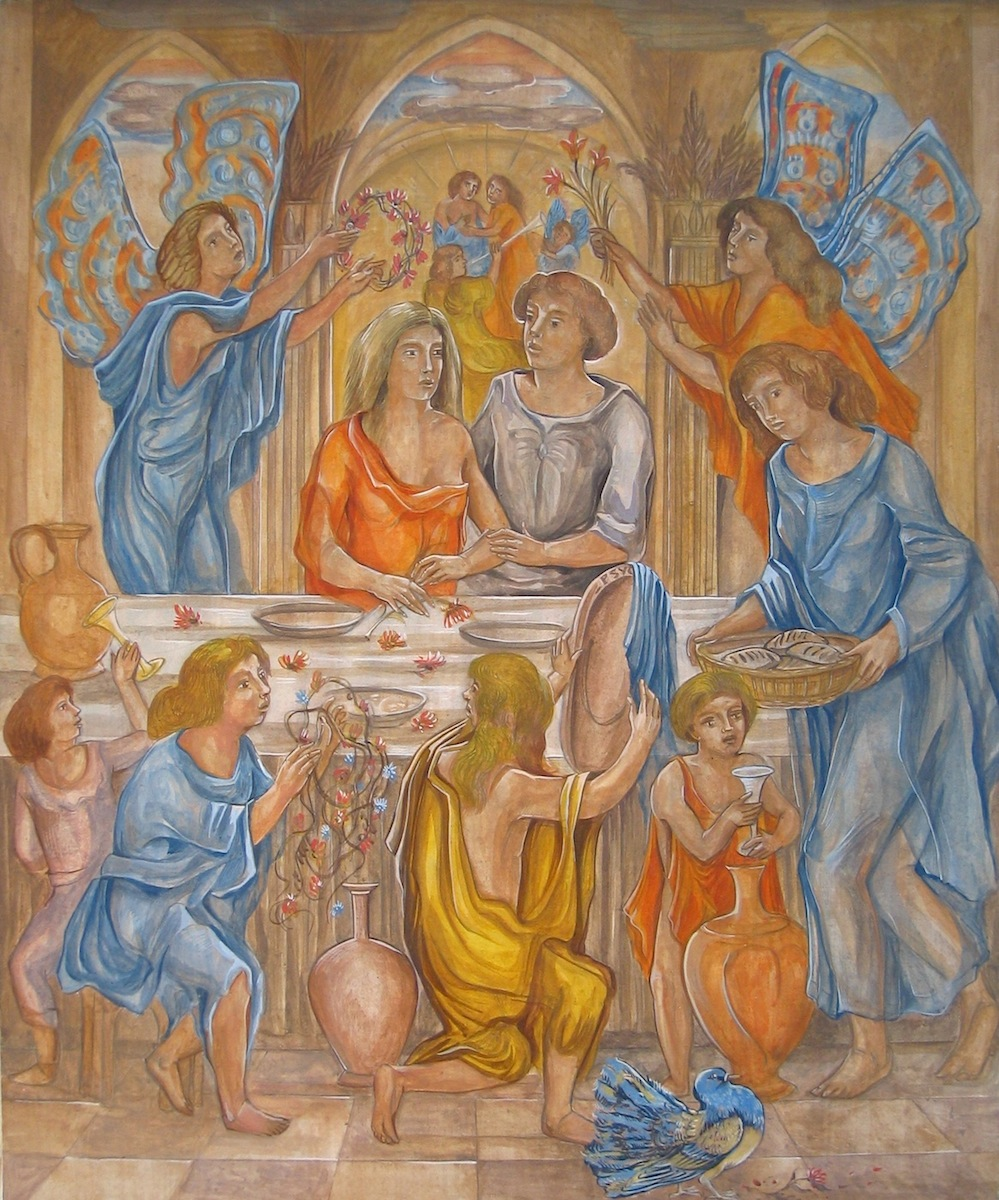
"Les Noces" Tempera sur panneau de bois marouflé - 150 × 100 cm - 2005

### Toiles
Les premières toiles de Raymond Dumoux (des années 1970), utilisent des trames répétitives, et forment des structures abstraites.

Progressivement, des éléments figuratifs apparaissent et se font de plus en plus présents dans ces œuvres de grandes dimensions qui s'enrichissent désormais des techniques de la tempera, et rejoignent l'aspect des panneaux marouflés,.

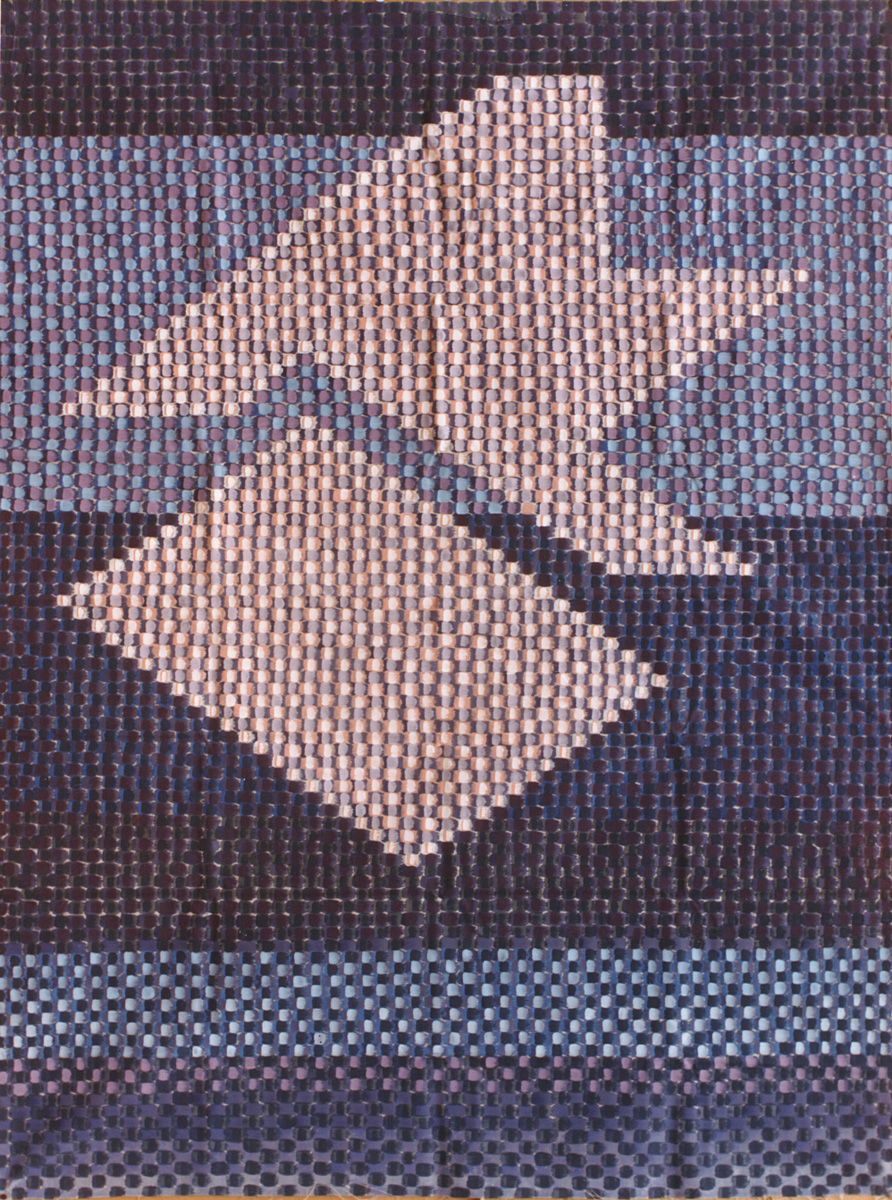
"Polygones et trames" - Acrylique sur toile - 150 × 240 cm - 1976
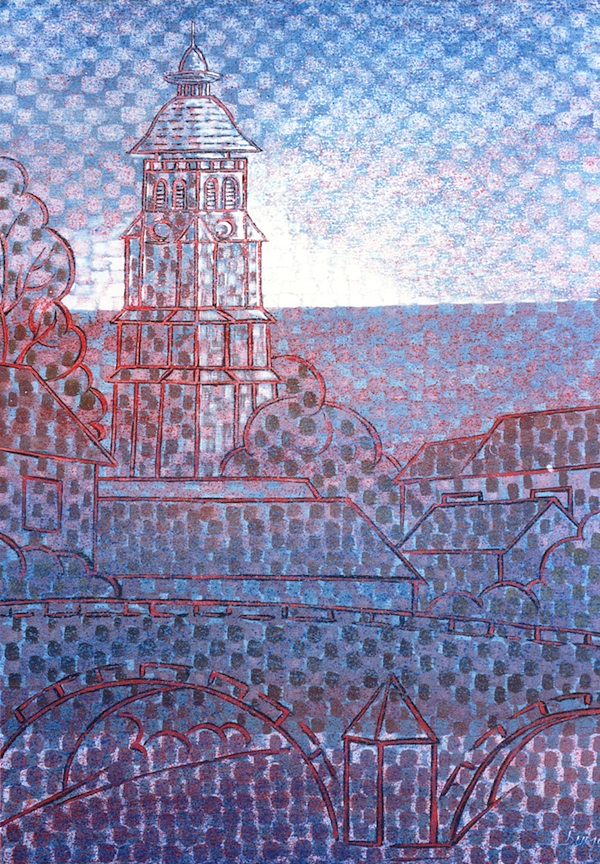
"Paysage" - Acrylique sur toile - 240 × 150 cm - 1984
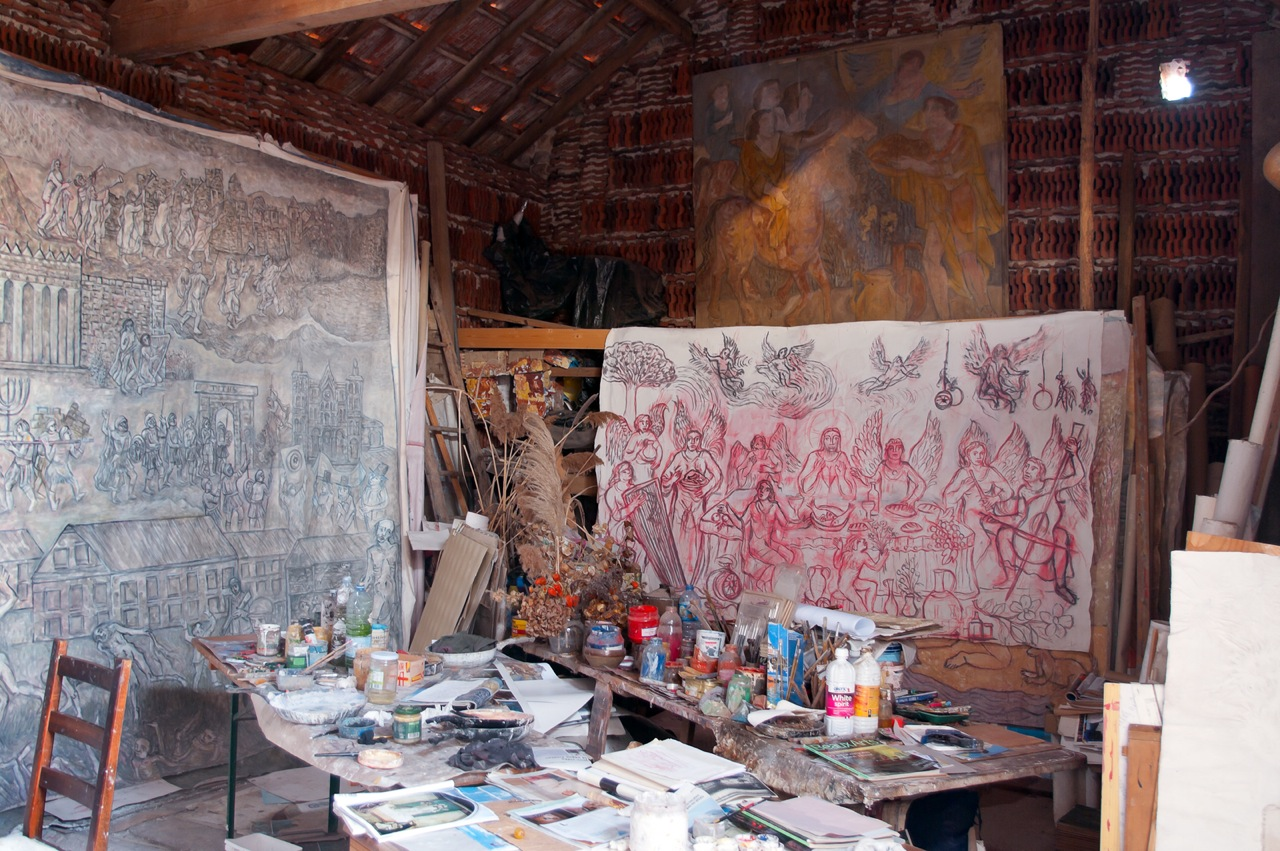
Toiles a tempera dans les ateliers de Raymond Dumoux - 2020
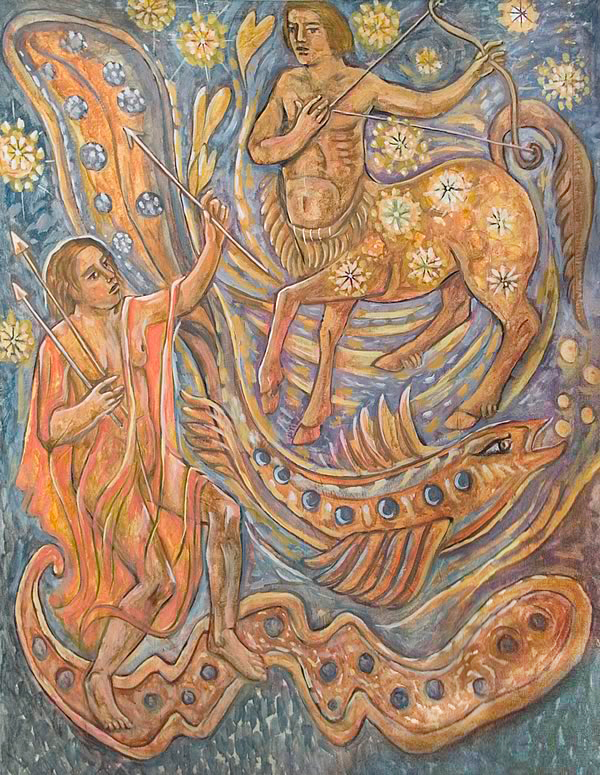
"Cosmogonie" - Tempera sur toile - 240 × 150 cm - 2008
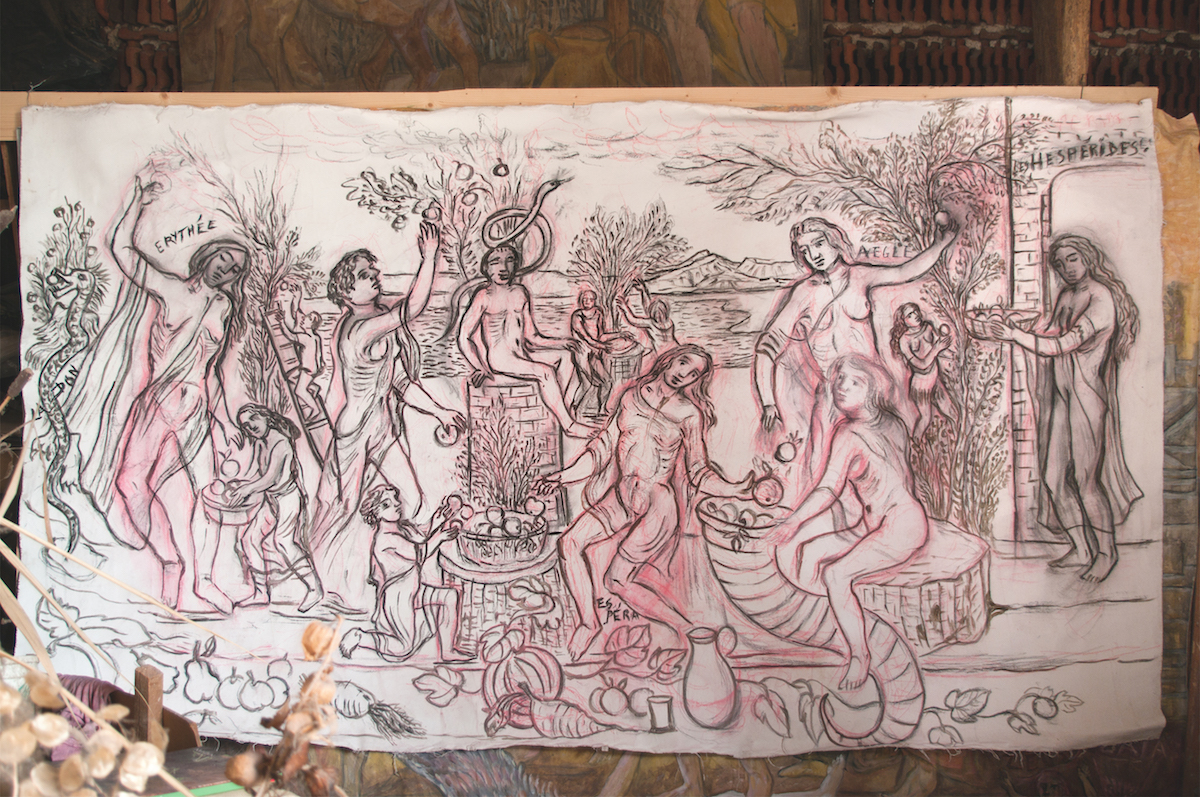
"Les Hespérides" (ébauche) - Fusain et craie rouge sur toile préparée - 150 × 300 cm - 2017
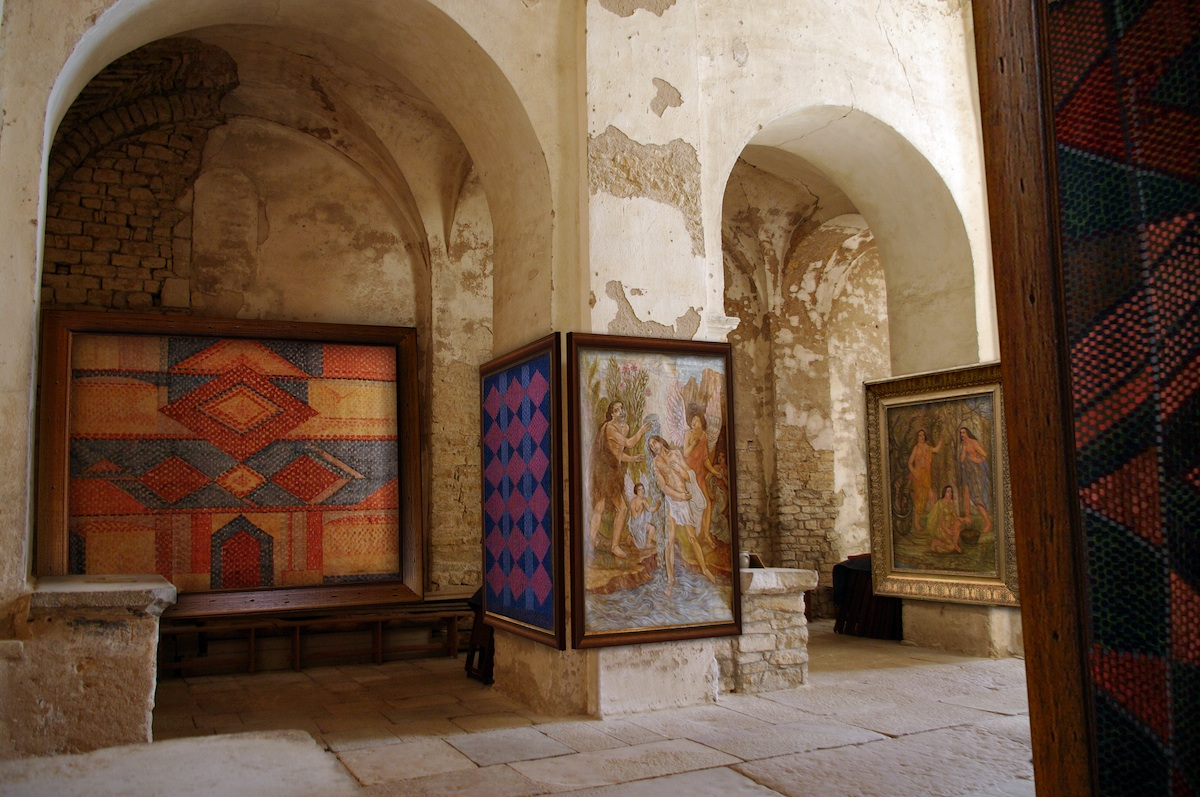
Toiles de Raymond Dumoux - Vue de l'exposition "Abstraction / Figuration". Église de Laives (71) - 2010

### Ensemble monumental peint:Pictorama
Pictorama est un ensemble monumental peint a tempera sur toile. Commencé en 1998, cet ensemble panoramique, composé de plus de 70 grands tableaux de 5 mètres par 3 mètres chacun, évoque l'histoire de l'Humanité, du passé au futur. Il parcourt les siècles, depuis la création, le Big Bang, jusqu'à nos jours, visite les civilisations, d'Europe, d'Asie, d'Afrique, d'Amérique, ou encore d'Océanie, et se projette dans le futur avec des visions de l'univers, de la conquête de l'espace, de la biotechnologie, de la science de l'anatomie à la robotique ou aux implants. Cet ensemble évoque des évènements majeurs au cours des siècles, comme certaines préoccupations contemporaines telles que la pollution ou le climat. Il est réalisé sur des toiles préparées à base d'encollages et peint selon les procédés antiques de la tempéra à l'œuf,,,,.

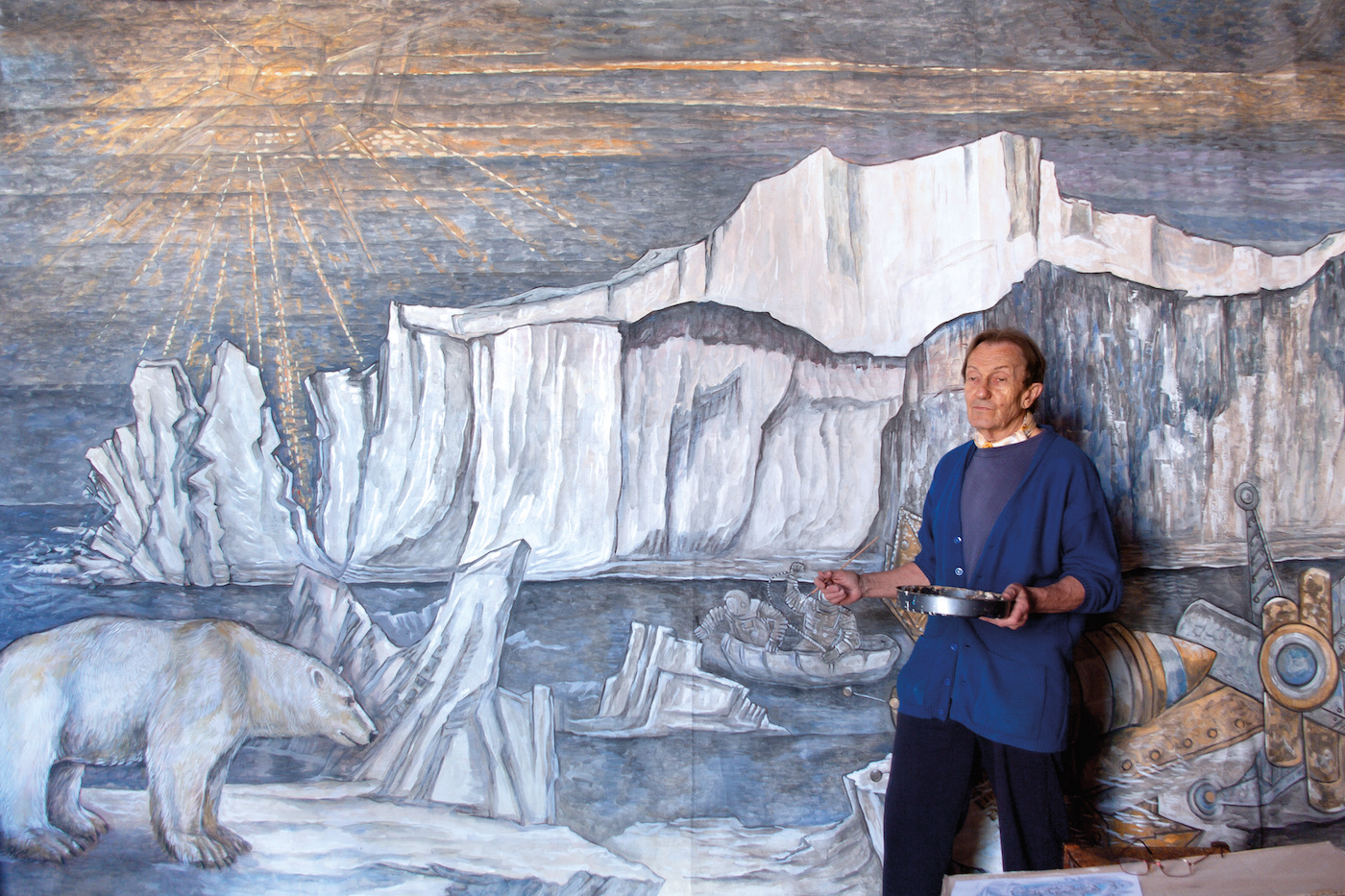
Raymond Dumoux dans son atelier devant « La fonte des glaces » Tempera sur toile - 500 × 300 cm - 2009
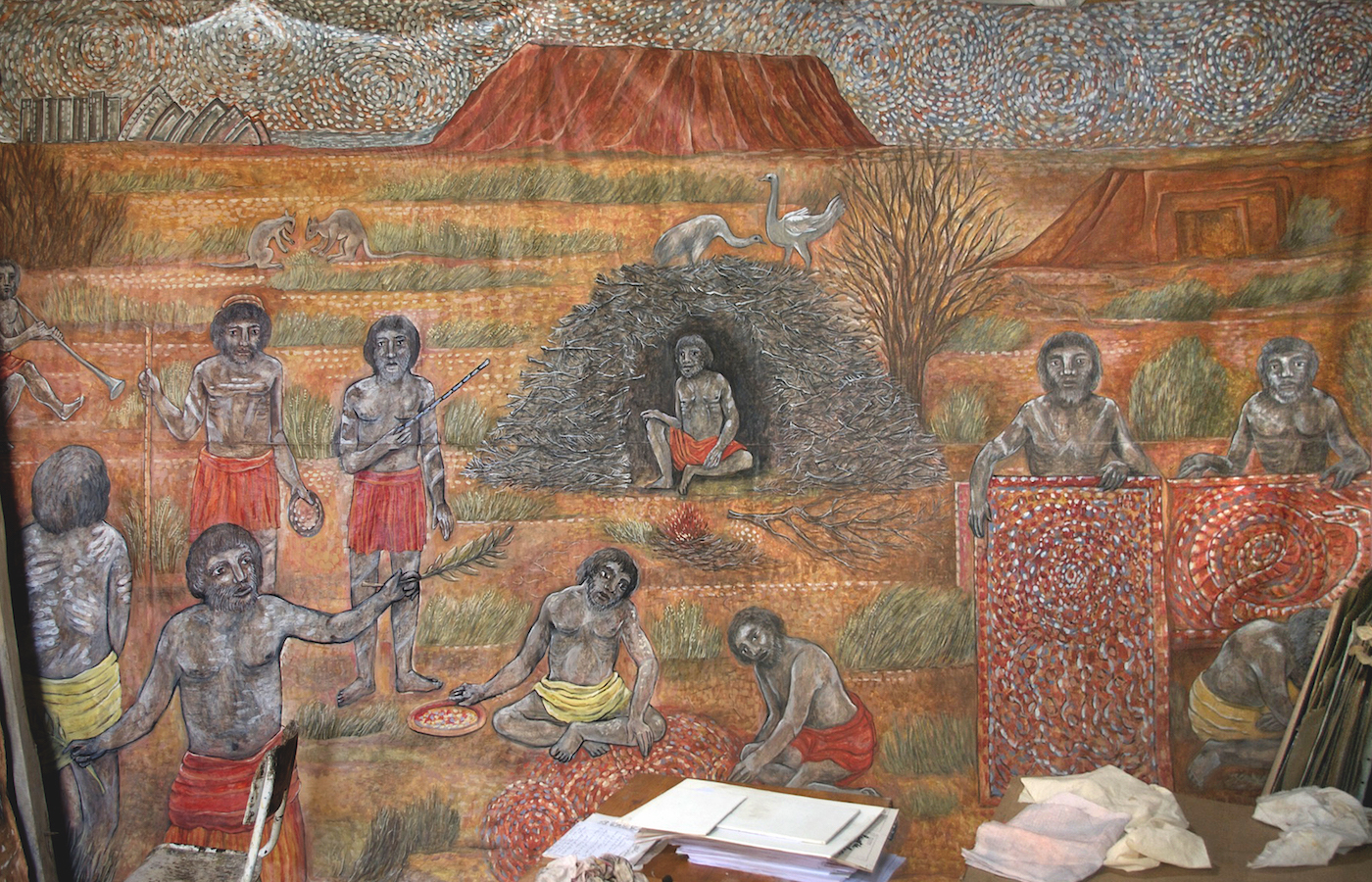
"Australie, Aborigènes" - Tempera sur toile - 500 × 300 cm - 2013
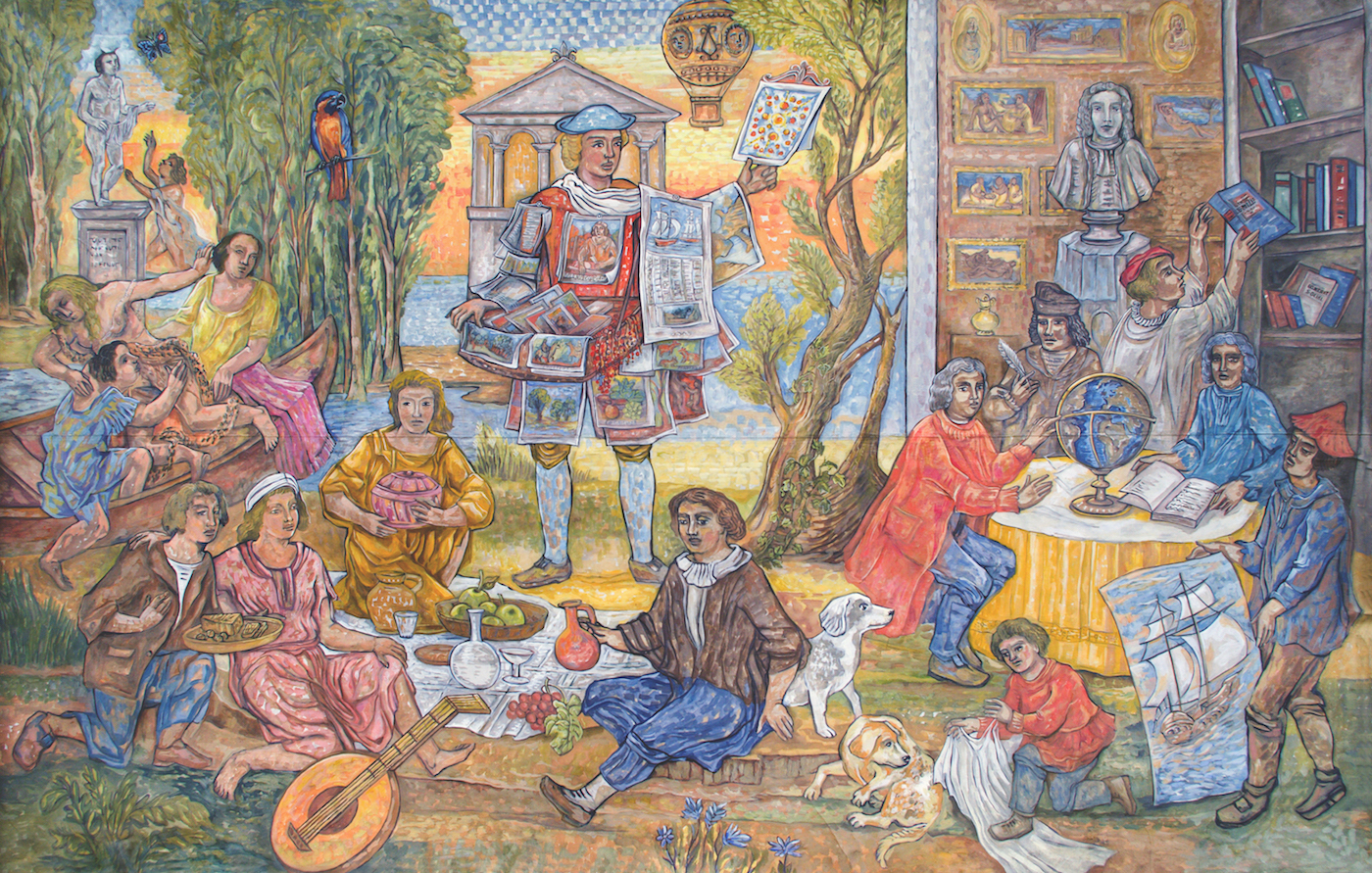
"XVIIIe siècle, le siècle des Lumières" - Tempera sur toile - 500 × 300 cm - 2006
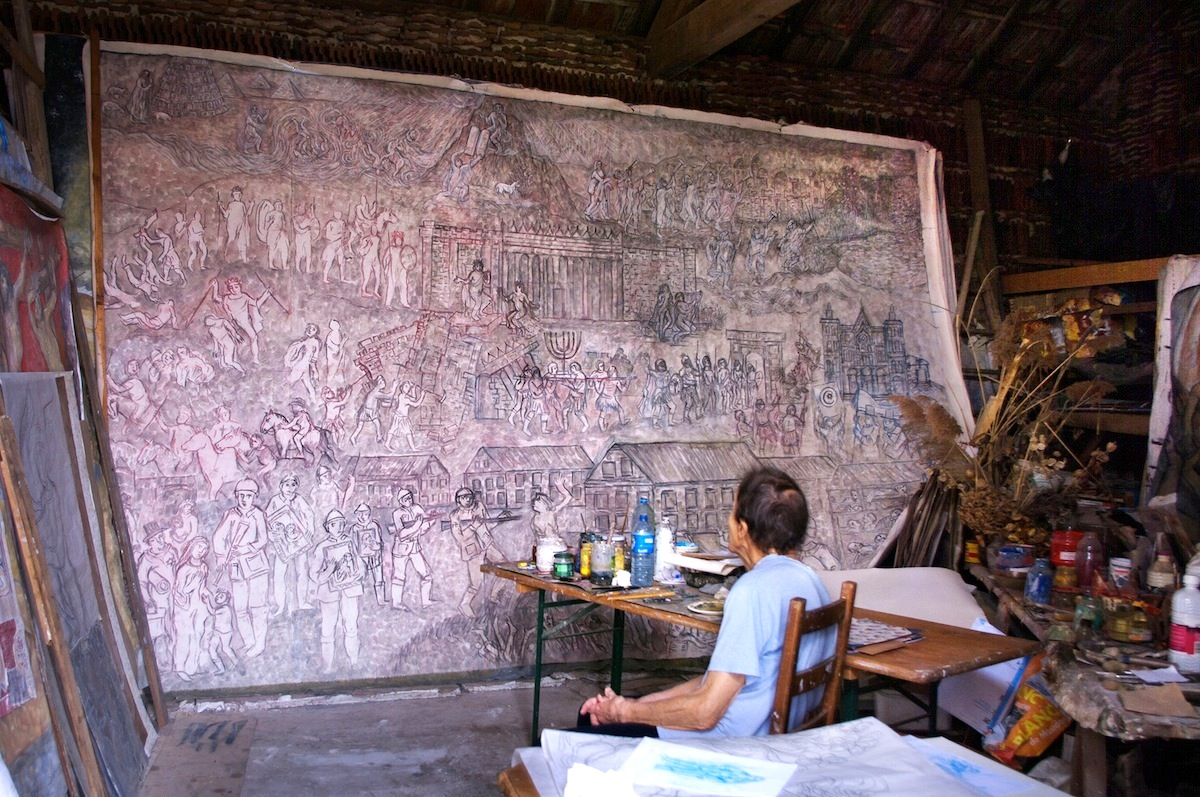
Raymond Dumoux dans son atelier devant « L'histoire du monde juif » Tempera sur toile - 500 × 300 cm - 2021

### Assemblages – Montages – Objets peints
Issus des toiles géométriques et répétitives, les assemblages, montages et objets peints sont un autre aspect du travail de Raymond Dumoux. Ils sont constitués de matières variées (bois, toile, grillage, mousse synthétique, plastique, carton...)

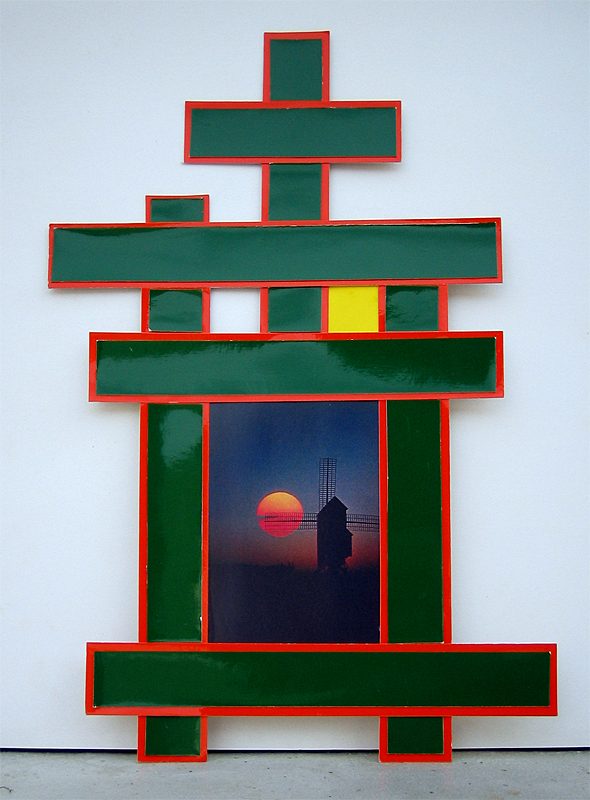
"Assemblage" - Papier et carte postale - 50 × 30 cm - 2006
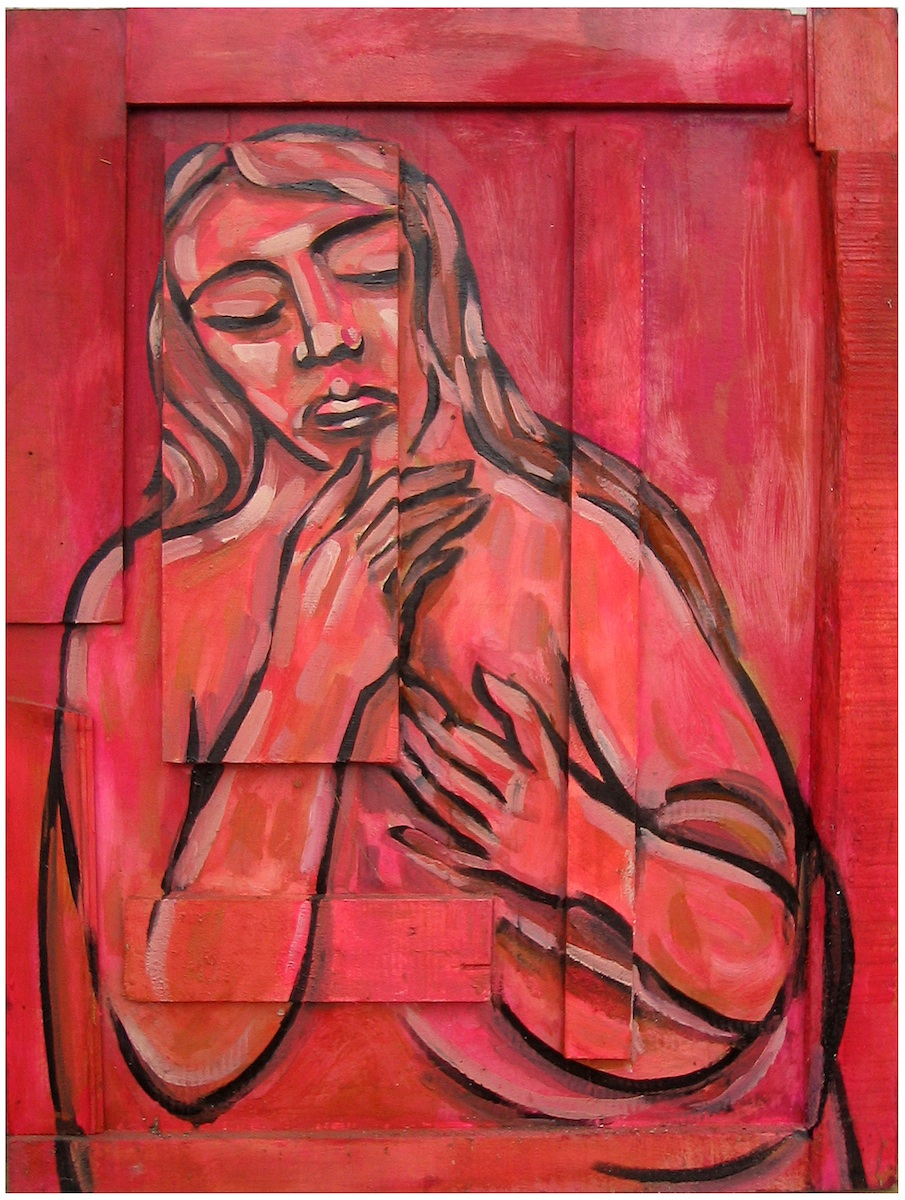
"Figure" - Assemblage bois et carton peint - 80 × 60 cm - 2008
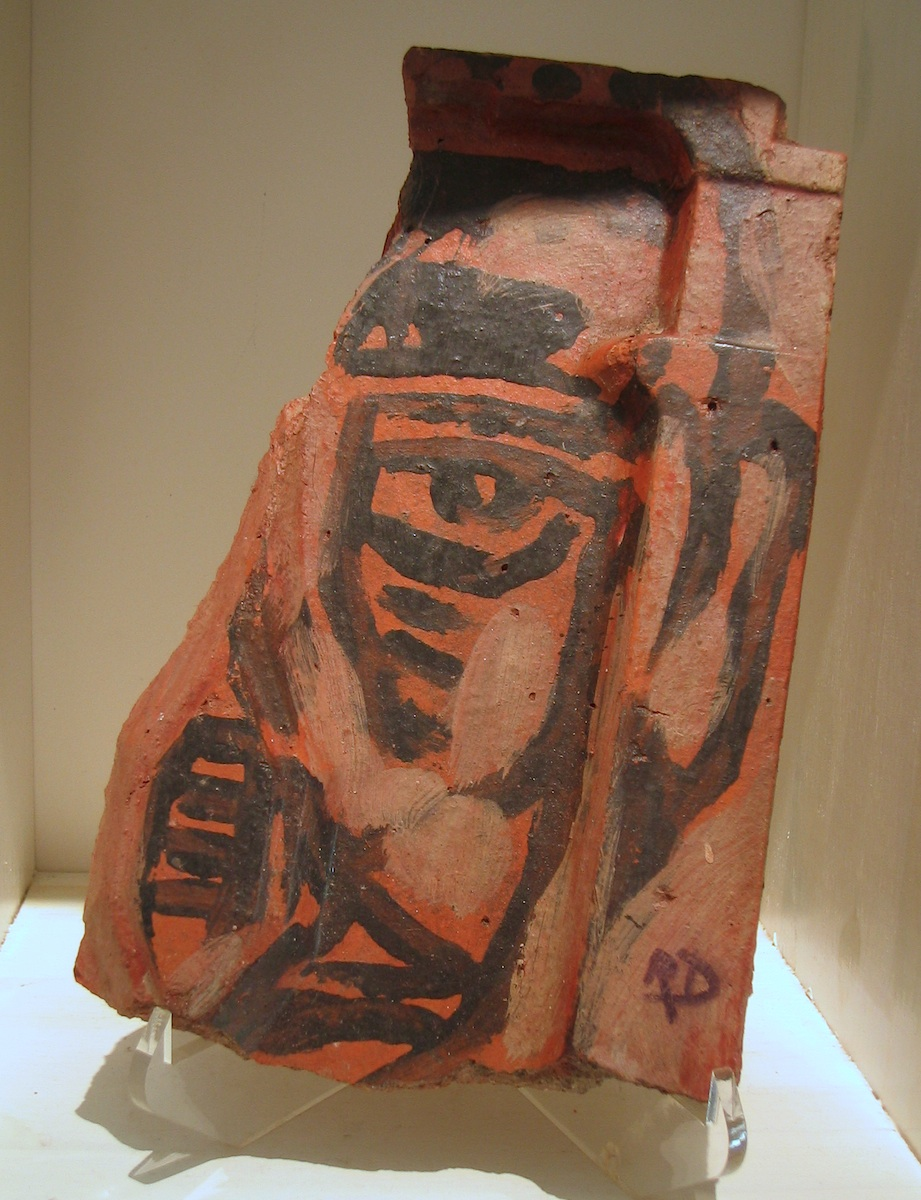
"Visage" - Fragment de tuile peinte - 30 × 20 cm - 2008

### Vitrail
À partir de 1970, Raymond Dumoux travaille à la création de maquettes et de cartons de vitraux, pour des monuments historiques en France et en Italie mais aussi pour des particuliers, en collaboration avec Raymond Picard, maître-verrier.

Il effectue également des travaux de peinture sur verre (patine en grisaille) pour des restaurations de vitraux. Il conçoit les fenêtres du chœur de l'église Saint-Bernard de Fontaine-les-Dijon ou encore l'ensemble des verrières d'une superficie de 100 m2 pour l'église moderne Saint-François à Ivrée en Italie,,.

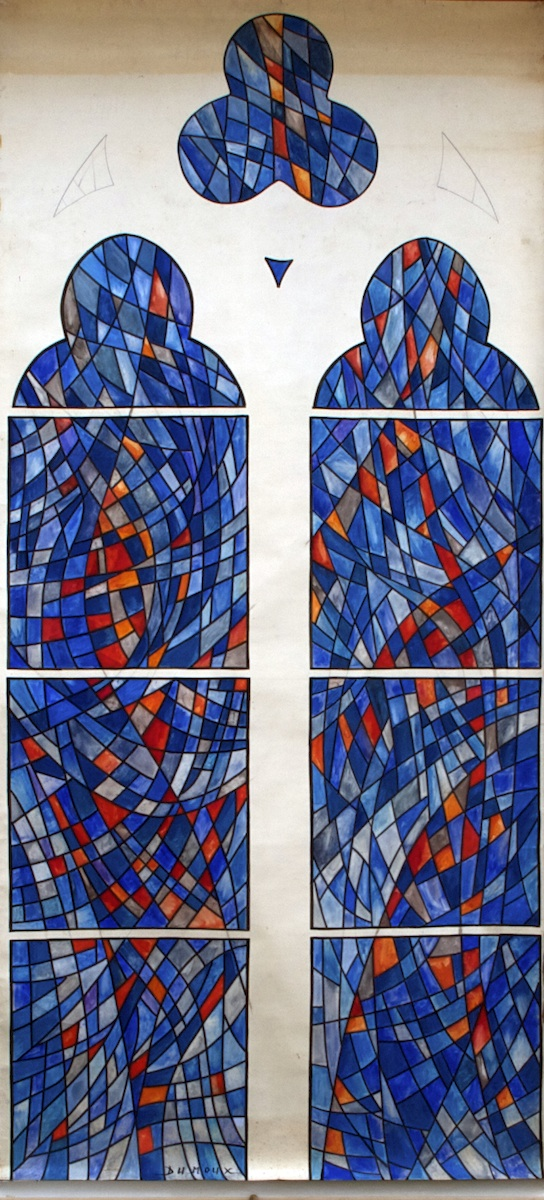
Carton échelle 1 pour un vitrail d'une fenêtre du chœur de l'église Saint Bernard de Fontaine-les-Dijon - 1975
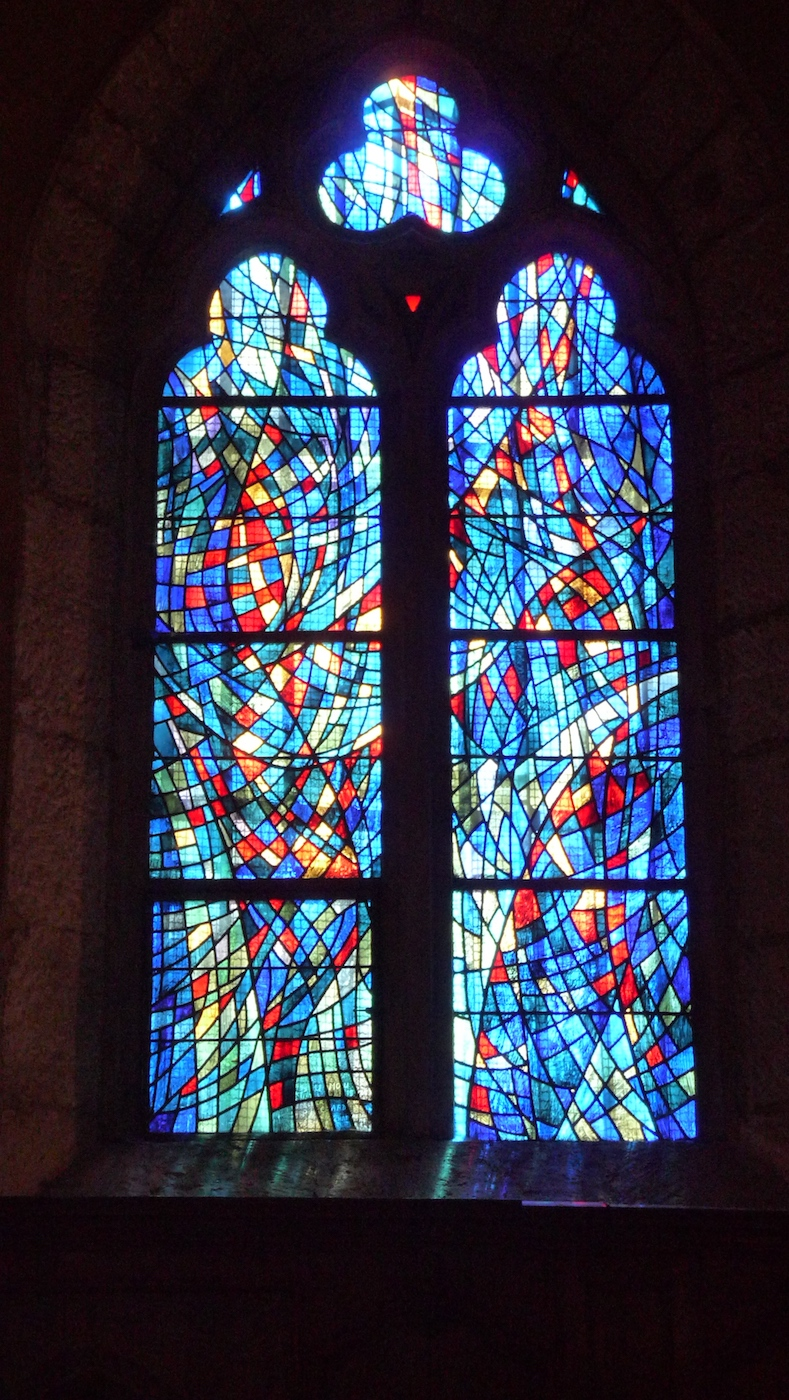
Vitrail d'une fenêtre du chœur de l'église Saint Bernard de Fontaine-les-Dijon. Conception Raymond Dumoux - Réalisation atelier R. Picard, maître verrier

## Œuvres dans les collections muséales
Baie Saint-Paul (Québec), Musée d’Art Contemporain de la Baie Saint-Paul, collection d'estampes de Raymond Dumoux,
Versailles, Musée Lambinet, Estampe, pointe sèche sur cuivre « La marche des femmes sur Versailles ». 2017 à la suite de l'Exposition « Amazones de la Révolution ».
Jérusalem (Israël), Terra Sancta Museum,  Peinture a tempera sur toile marouflée sur bois, « Crucifixion » 160 × 140 cm. 2019,

## Principales expositions
Le travail de Raymond Dumoux a régulièrement fait l'objet d'expositions personnelles et collectives en France et à l'étranger, parmi lesquelles :
- 1969-1979 : Aix-en-Provence, Galerie La Tache, Expositions personnelles et collectives. Membre du groupe de Recherches Plastiques « Z BIS »[8],[7],[22],[23]
- 1979 : Paris, Grand Palais des Champs-Élysées, Salon "Grands et jeunes d'aujourd'hui". Grandes toiles[8],[24]
- 1982 et 1983 : New-York (États-Unis), Salon « Art-Expo » ; Obtention de la Médaille de Vermeil de Bilan de l’art contemporain, Académie Européenne des Beaux-Arts[8]
- 1986 : Talence, Château Margaut, Exposition personnelle, peintures, gravures, et grandes toiles (plus de 100 œuvres)[8],[25]
- 2003 : Dijon, ENESAD, Exposition personnelle « Pictorama »: 7 toiles monumentales (5m x 3m) accompagnées des maquettes et recherches de composition pour ces toiles monumentales[11],[14],[26]
- 2008 : Paris, Galerie Métanoïa, Rue Quincampoix, Exposition personnelle "Extraits choisis "[27]
- 2012 : Baie Saint-Paul (Québec), Musée d’Art Contemporain de la Baie Saint-Paul, Dîner-découverte de l’œuvre de Raymond Dumoux[18]
- 2013 : Paris, Mairie du Ve arrondissement, Exposition personnelle « Nature et Mythologie » au Centre d’animation Arras, Toiles, panneaux a tempera, dessin, gravures, photos[9]
- 2017 : Versailles, Musée Lambinet, Exposition « Amazones de la Révolution ». Reproduction de la toile monumentale « La marche des femmes sur Versailles », estampe et maquette colorée[20],[28].
- 2018 - 2019 : Paris, Église Saint-Germain-l'Auxerrois, "Salon Art Sacré II". Grandes toiles a tempera, dessins et gravures[29]
- 2019 : Paris, Mairie du Ve arrondissement, Exposition « Geneviève 1600 ». Panneaux peints a tempera[30].